# 陈水泉
陈水泉，男，中國共產黨黨員，中共政治人物、軍事人物、中華人民共和國解放軍少將軍階。
歷任青海省军区副司令员、和田军分區司令員、新疆军区装备部部长等职务。